# La Croix-Saint-Leufroy
Pour les articles homonymes, voir Croix (homonymie).
La Croix-Saint-Leufroy est une ancienne commune française, située dans le département de l'Eure en région Normandie, devenue le 1er janvier 2016 une commune déléguée au sein de la commune nouvelle de Clef-Vallée-d'Eure.

## Géographie
La commune est située sur le plateau de Madrie.
Hameau historique : Crève-Cœur.

### Voies de communication et transports

#### Transport ferroviaire
La Croix-Saint-Leufroy fut desservie par la ligne de Saint-Georges-Motel à Grand-Quevilly.

## Toponymie
En 674, Saint Ouen marque le lieu dans lequel il cherche sa route d'une croix et y laisse des reliques, à la suite d'un prodige auquel il a assisté.
À la suite du choix par Leufroy d'Évreux de fonder en ce lieu, en 694, « à la frontière de la Madrie » (in fines Madriacencis) un monastère dédié à la Sainte Croix, le monastère qui s'est appelé initialement La Croix Saint-Ouen, prit par la suite le nom de Saint Leufroy, son fondateur, le village s'appelle bientôt La-Croix-Saint-Leufroy.

## Histoire
Les auteurs de la vie de saint Ouen disent qu'en ce lieu, déjà important et peuplé, deux routes s'y croisent.
En 694, Leufroy fonde et dirige donc son abbaye bénédictine.
En 788, le comte carolingien Nibelung II cède Cailly à l'abbaye.
Le comté est partagé quand le duché de Normandie est créé (911), ce qui sonne la fin de ce domaine féodal. En 918, Charles Le Simple réunit et soumet à l'abbaye de Saint-Germain-des-Prés toute la portion des propriétés de La-Croix-Saint-Leufroy qui n'a pas été cédée aux Normands de la Seine.
C'est à La Croix-Saint-Leufroy qu'en septembre 1122 des nobles normands, dont Galéran IV de Meulan, Amaury III de Montfort et autres conjurés, révoltés contre le duc-roi Henri Ier y ourdissent une conspiration générale.
Le 15 mai 1364, Du Guesclin y décide, sur informations de gens d'alentour, de sa stratégie pour le succès de la bataille de Cocherel. On sait que les Anglais se sont en effet installés dans des parages proches.
En 1382, les religieux de Saint-Ouen sont les tristes victimes de la harelle. Un procès a lieu cinq ans plus tard.
Le 10 décembre 1465, le seigneur de Clères assiste au couronnement de Charles, duc de Normandie, frère du roi de France Louis XI.
En 1538, Georges IV de Clères prend les titres de sire et baron de Clères, Beaumets (non situé) et de La Croix.
La baronnie passe ensuite à la famille Langlois de Colmoulins de 1642 à 1709.
Au XVIIe siècle, l'abbaye est mise en commende. De là, elle périclite et est supprimée en 1751. Une partie des bâtiments persiste comme château, tandis que la majorité des autres bâtiments est détruite.

## Politique et administration
| Période                                  | Période       | Identité           | Étiquette | Qualité |
| ---------------------------------------- | ------------- | ------------------ | --------- | --- |
| Les données manquantes sont à compléter. |               |                    |           | |
|                                          |               |                    |           | |
| 1829                                     |               | M. Cautru          |           | |
|                                          |               |                    |           | |
| 1933                                     |               | M. Bailly          |           | |
|                                          |               |                    |           | |
| 1983                                     | 2014          | Pierre Huet        |           | Agriculteur Président de la CC de la Vallée d’Eure gaillonnaise[Quand ?] Vice-président de la CC Eure-Madrie-Seine[Quand ?] Chevalier des Palmes académiques |
| mars 2014                                | décembre 2015 | Christophe Chambon | SE        | Professeur agrégé, Université de Rouen ESPE Haute Normandie Maire de Clef Vallée d'Eure (2016 → 2023)                                                        |

## Démographie
L'évolution du nombre d'habitants est connue à travers les recensements de la population effectués dans la commune depuis 1793. À partir du 1er janvier 2009, les populations légales des communes sont publiées annuellement dans le cadre d'un recensement qui repose désormais sur une collecte d'information annuelle, concernant successivement tous les territoires communaux au cours d'une période de cinq ans. 
Pour les communes de moins de 10 000 habitants, une enquête de recensement portant sur toute la population est réalisée tous les cinq ans, les populations légales des années intermédiaires étant quant à elles estimées par interpolation ou extrapolation. Pour la commune, le premier recensement exhaustif entrant dans le cadre du nouveau dispositif a été réalisé en 2005,.
En 2013, la commune comptait 1 078 habitants, en évolution de +0,94 % par rapport à 2008 (Eure : +2,66 %, France hors Mayotte : +2,49 %).
| 1793 | 1800 | 1806 | 1821 | 1831 | 1836 | 1841 | 1846 | 1851 |
| ---- | ---- | ---- | ---- | ---- | ---- | ---- | ---- | ---- |
| 669  | 730  | 730  | 862  | 791  | 823  | 825  | 794  | 775  |

| 1856 | 1861 | 1866 | 1872 | 1876 | 1881 | 1886 | 1891 | 1896 |
| ---- | ---- | ---- | ---- | ---- | ---- | ---- | ---- | ---- |
| 749  | 696  | 731  | 747  | 683  | 700  | 683  | 682  | 710  |

| 1901 | 1906 | 1911 | 1921 | 1926 | 1931 | 1936 | 1946 | 1954 |
| ---- | ---- | ---- | ---- | ---- | ---- | ---- | ---- | ---- |
| 712  | 697  | 696  | 656  | 640  | 600  | 615  | 618  | 619  |

| 1962 | 1968 | 1975 | 1982 | 1990 | 1999 | 2005  | 2010  | 2013  |
| ---- | ---- | ---- | ---- | ---- | ---- | ----- | ----- | ----- |
| 665  | 667  | 683  | 732  | 723  | 931  | 1 035 | 1 087 | 1 078 |

## Culture locale et patrimoine

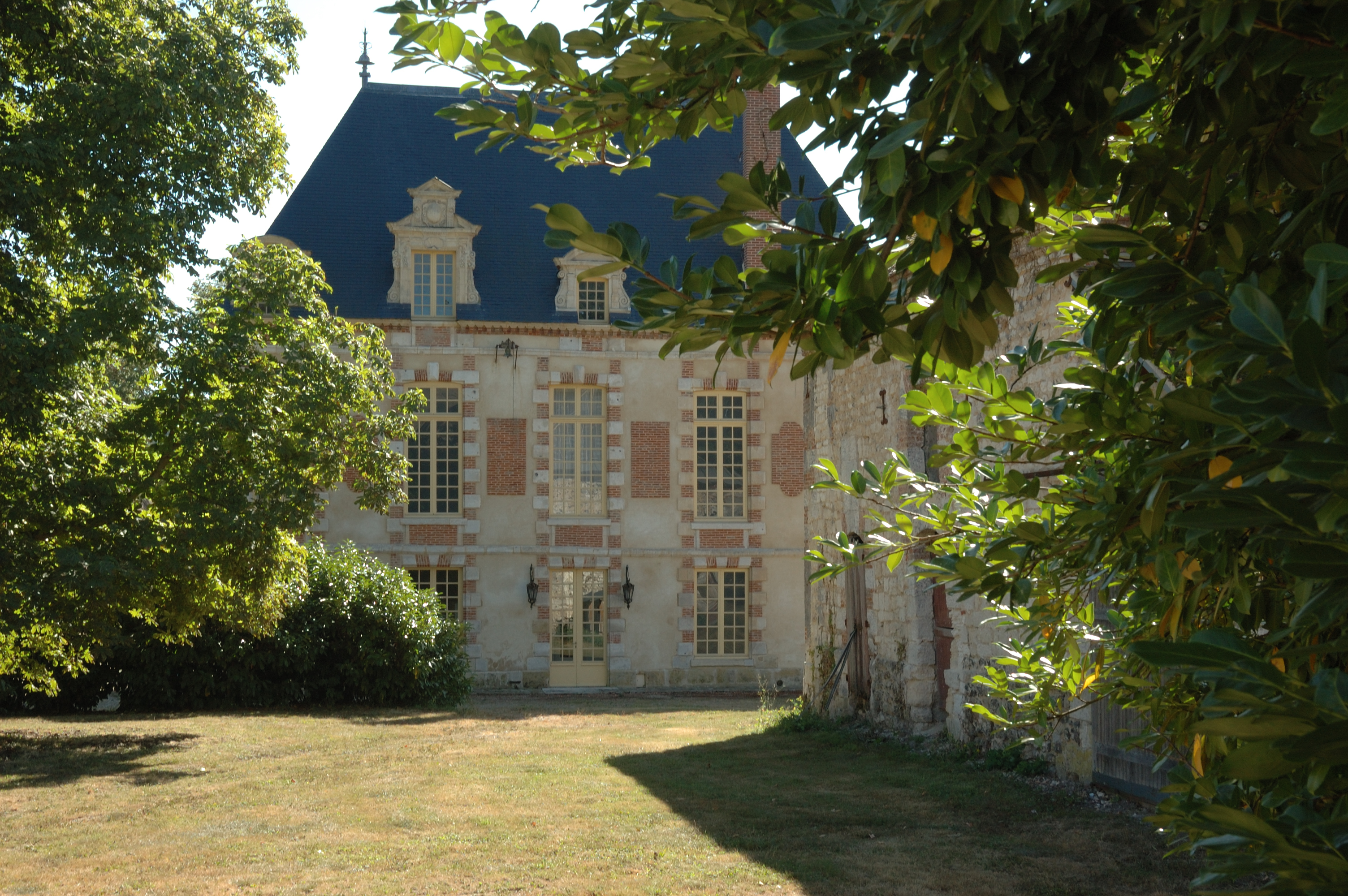
Partie épargnée de l'ancienne abbaye, le château.

### Lieux et monuments
La commune de La Croix-Saint-Leufroy compte trois édifices inscrits au titre des monuments historiques :
- l'ancienne abbaye ou château de La Croix-Saint-Leufroy (XVIIe et XVIIIe siècles)  Inscrit MH (2005)[14]. Cette abbaye a été fondée vers 680 par Saint-Leufroy. Fortement ravagée pendant la guerre de Cent Ans, elle fait l'objet d'une restauration entre 1473 et 1501. Vers 1620-1630, un grand logis en briques et pierres est construit pour dom Claude de Baudry, ainsi qu'une grange dîmière, un mur d'enceinte et une ferme ; des jardins à la française sont également aménagés. Mise en commende, l'abbaye est supprimée en 1751 et la majorité des bâtiments détruits. À la Révolution, elle est vendue comme bien national. Subsistent aujourd'hui : le grand logis (actuel château), l'ancien enclos avec son mur en partie médiéval et ses deux tours ouest, le parc à l'anglaise réalisé au XIXe siècle, quelques bâtiments annexes (grange, cellier, etc.) et des vestiges de l'église abbatiale[14],[15] ;

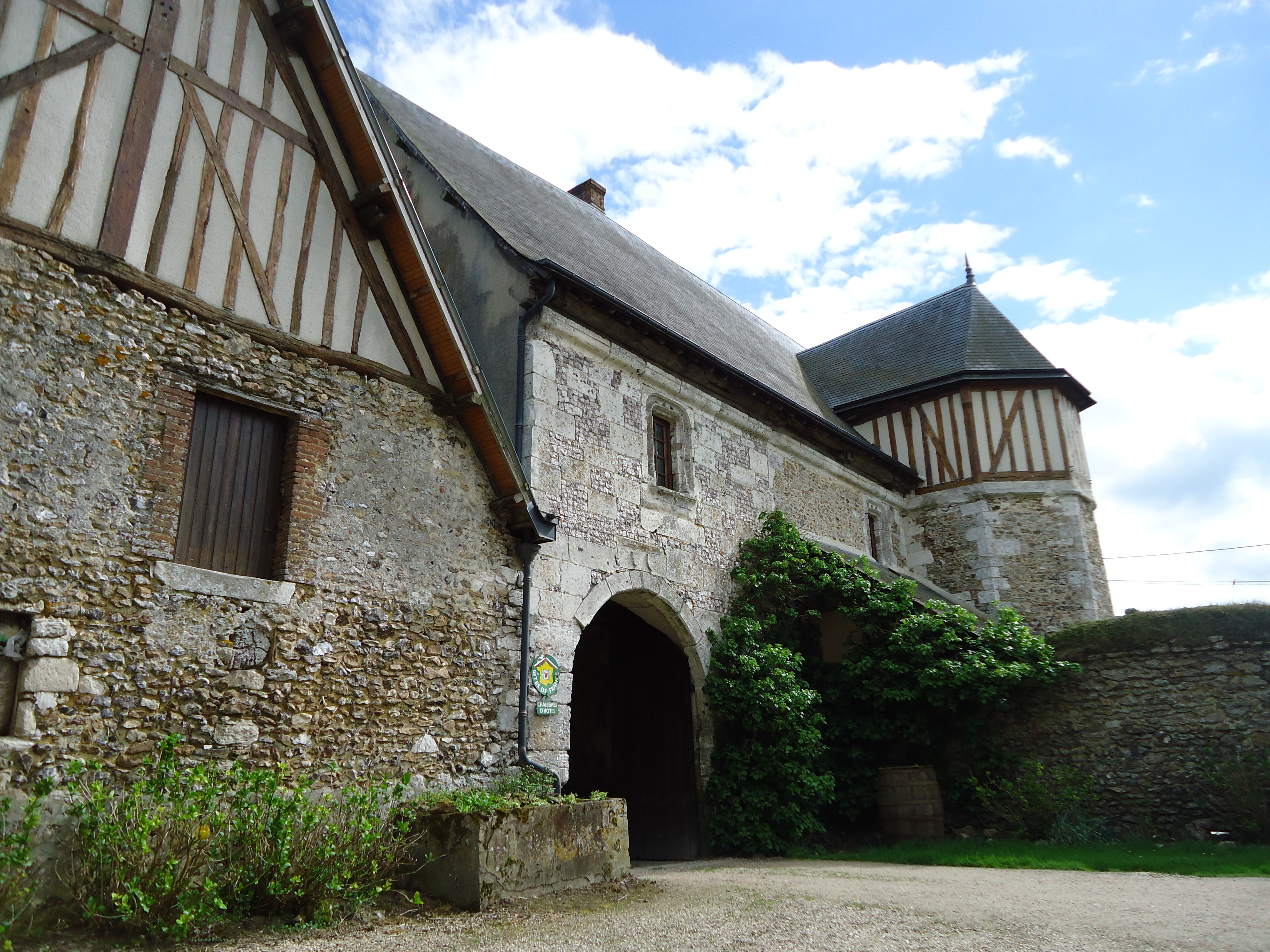
Manoir de la Boissière.

- le manoir de la Boissière (XVe et XVIe siècles)  Inscrit MH (1926)[16]. Ce manoir appartenait à l'abbaye de La Croix-Saint-Leufroy ;
- un manoir des XIVe, XVe et XVIIe siècles  Inscrit MH (1996)[17]. Ce manoir fortifié date de la guerre de Cent Ans. Il a été construit sur un plan quadrangulaire avec des tours rondes aux angles et a été entouré d'un fossé inondable[17].

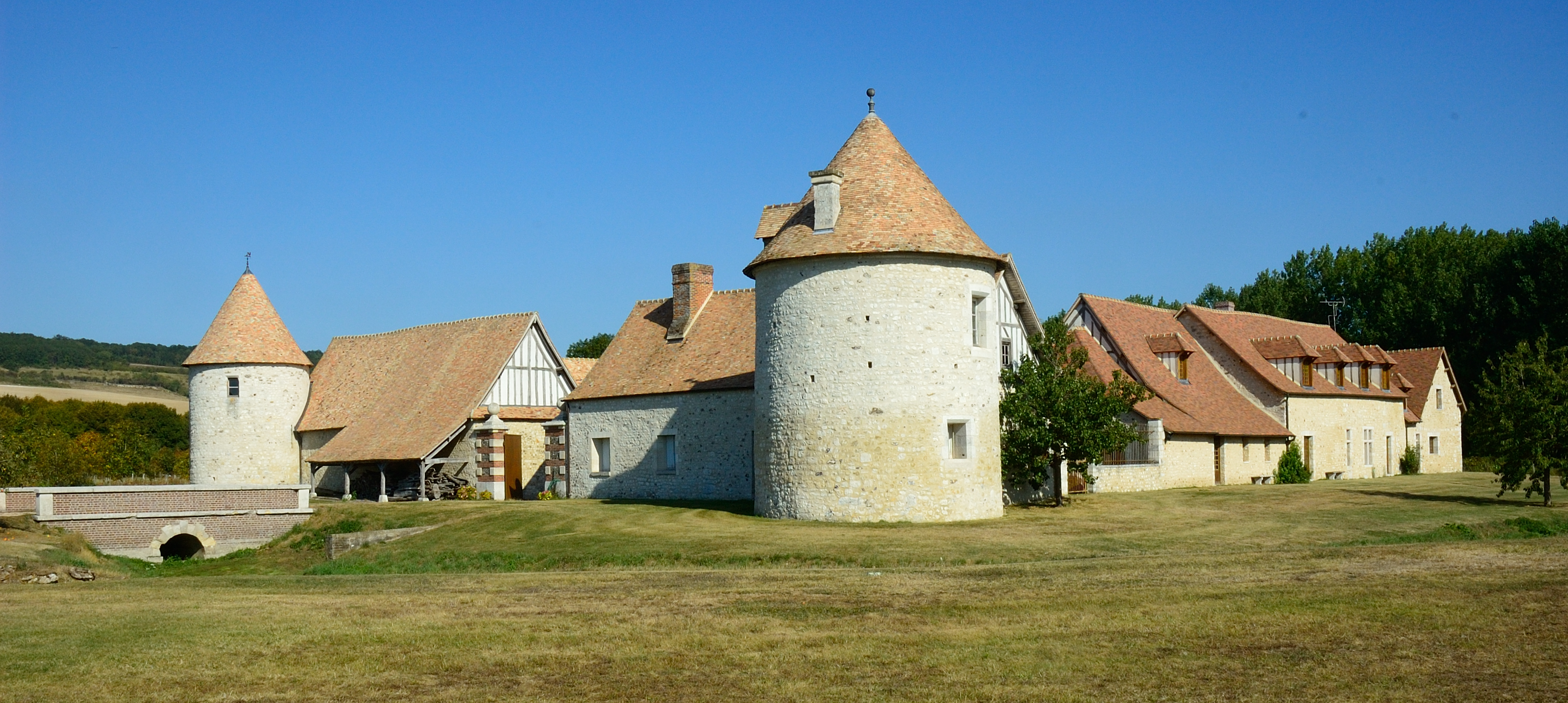
Manoir.

Par ailleurs, de nombreux autres édifices sont inscrits à l'Inventaire général du patrimoine culturel :
- L'église Saint-Paul (XVIe et XIXe siècles)[18] ;
- l'abbaye de la Croix Saint-Ouen (VIIe, XIe, XVe, XVIe et XVIIe siècles)[19] ;
- un château des XVIIIe et XIXe siècles au lieu-dit Bimorel[20] ;
- un manoir probablement du XVIIe siècle au lieu-dit le Manoir[21] ;
- une croix de chemin probablement du XVIIe siècle[22] ;
- de nombreuses maisons : une du XVIIe siècle[23], deux du XVIIIe siècle[24],[25], une des XVIe et XVIIIe siècles[26], une des XVIIIe et XIXe siècles[27].

Autres édifices :
- monument à la mémoire du 4e hussards et de son combat malheureux du 11 juin 1940, inauguré le 11 juin 1946.
- le bureau de poste, dû à l'architecte Pierre Chirol. Il a été inauguré en 1933, en présence de Pierre Mendès France[28], fraîchement élu député ;
- lavoir.

### Personnalités liées à la commune
- Père Guitmond, moine (vers 1060) ayant fait ses classes à l'abbaye
- Louis de Rouvroy de Saint-Simon, mémorialiste, séjourna à l'abbaye de La Croix-Saint-Leufroy en 1743, après le décès de son épouse.
- Marcel Pagnol y possédait un moulin acheté en 1956.
- Maurice Druon y passa son enfance.

### Héraldique
|  | Les armes de la ville se blasonnent ainsi : coupé : au 1) parti au I d’or à la jumelle de gueules, au chef du même chargé d’un léopard du champ, et au II d’azur au chevron d’or accompagné de trois burettes du même, au 2) d’argent aux deux fasces de sable. Le léopard d'or des armoiries de La Croix-Saint-Leuffroy rappelle les armoiries de la Normandie. |